# Hasselbach (Mönchsroth)
Hasselbach ist ein Gemeindeteil der Gemeinde Mönchsroth im Landkreis Ansbach (Mittelfranken, Bayern). Hasselbach liegt in der Gemarkung Diederstetten.

## Geographie
Das Dorf ist von Acker- und Grünland umgeben. Im Nordwesten wird die Flur Hoffeld genannt, im Südosten Himmelreich. 0,5 km nordwestlich liegt das Brandholz, 0,25 km südlich das Jungholz und 0,75 km südwestlich das Riesenholz. Eine Gemeindeverbindungsstraße führt nach Sankt Ulrich (0,8 km nördlich) und über Kaltenwag nach Maxenhof zur Landesstraße 2385 (1,4 km südlich). Eine weitere Gemeindeverbindungsstraße führt nach Winnetten (0,4 km nordöstlich).

## Geschichte
Das Hochgericht sowie die Dorf- und Gemeindeherrschaft und Grundherrschaft über alle Anwesen hatte das oettingen-spielbergische Oberamt Mönchsroth. Gegen Ende des 18. Jahrhunderts bestand Hasselbach aus 12 Anwesen (1 Hofgut, 5 Lehenhäuser, 2 Lehengütlein, 2 Söldengütlein, 2 halbe Söldenhäuslein) und einem Gemeindehirtenhaus.
Infolge des Gemeindeedikts wurde Hasselbach dem 1809 gebildeten Steuerdistrikt Villersbronn und der im selben Jahr gebildeten Ruralgemeinde Villerbronn zugeordnet. Mit dem Zweiten Gemeindeedikt (1818) erfolgte die Umgemeindung in die neu gebildete Ruralgemeinde Diederstetten. Am 1. Januar 1971 wurde diese im Zuge der Gebietsreform in Bayern nach Mönchsroth eingegliedert.

## Einwohnerentwicklung
| Jahr      | 001818 | 001861 | 001871 | 001885 | 001900 | 001925 | 001950 | 001961 | 001970 | 001987 | 002006 | 002016 |
| Einwohner | 72     | 67     | 76     | 63     | 56     | 58     | 69     | 64     | 58     | 56     | *61    | *62    |
| Häuser    | 10     |        |        | 16     | 16     | 12     | 13     | 12     |        | 12     |        |        |
| Quelle    | [ 11 ] | [ 12 ] | [ 13 ] | [ 14 ] | [ 15 ] | [ 16 ] | [ 17 ] | [ 18 ] | [ 19 ] | [ 20 ] | [ 1 ]  | [ 1 ]  |

## Religion
Der Ort ist seit der Reformation evangelisch-lutherisch geprägt und bis heute nach St. Oswald und Ägidius (Mönchsroth) gepfarrt. Die Katholiken sind nach St. Margareta (Wilburgstetten) gepfarrt.